# Coppa Bernocchi
La Coppa Bernocchi è una corsa in linea maschile di ciclismo su strada che si svolge tra l'Alto Milanese e il Varesotto, in Lombardia. Intitolata ad Antonio Bernocchi e organizzata dall'Unione Sportiva Legnanese, fa parte del calendario dell'UCI Europe Tour come prova di classe 1.1. Insieme alla Tre Valli Varesine e alla Coppa Agostoni forma il "Trittico Lombardo"; è altresì una delle "Classiche d'Autunno" italiane.
Le uniche due edizioni della Coppa Bernocchi disputate non in linea furono quelle del 1954 e del 1956, che vennero organizzate a cronometro. La partenza e l'arrivo sono stati quasi sempre situati a Legnano, comune della città metropolitana di Milano.
La Coppa Bernocchi è stata prova unica del campionato italiano di ciclismo su strada nel 1961, nel 1976 e nel 1984 e una delle prove del campionato tricolore a punti nel 1935, nel 1947, nel 1952, nel 1954, nel 1956 e nel 1962. Il ciclista che ha il record di vittorie alla Coppa Bernocchi è Danilo Napolitano, che si è imposto in tre edizioni (2005, 2006 e 2007).

## Percorso

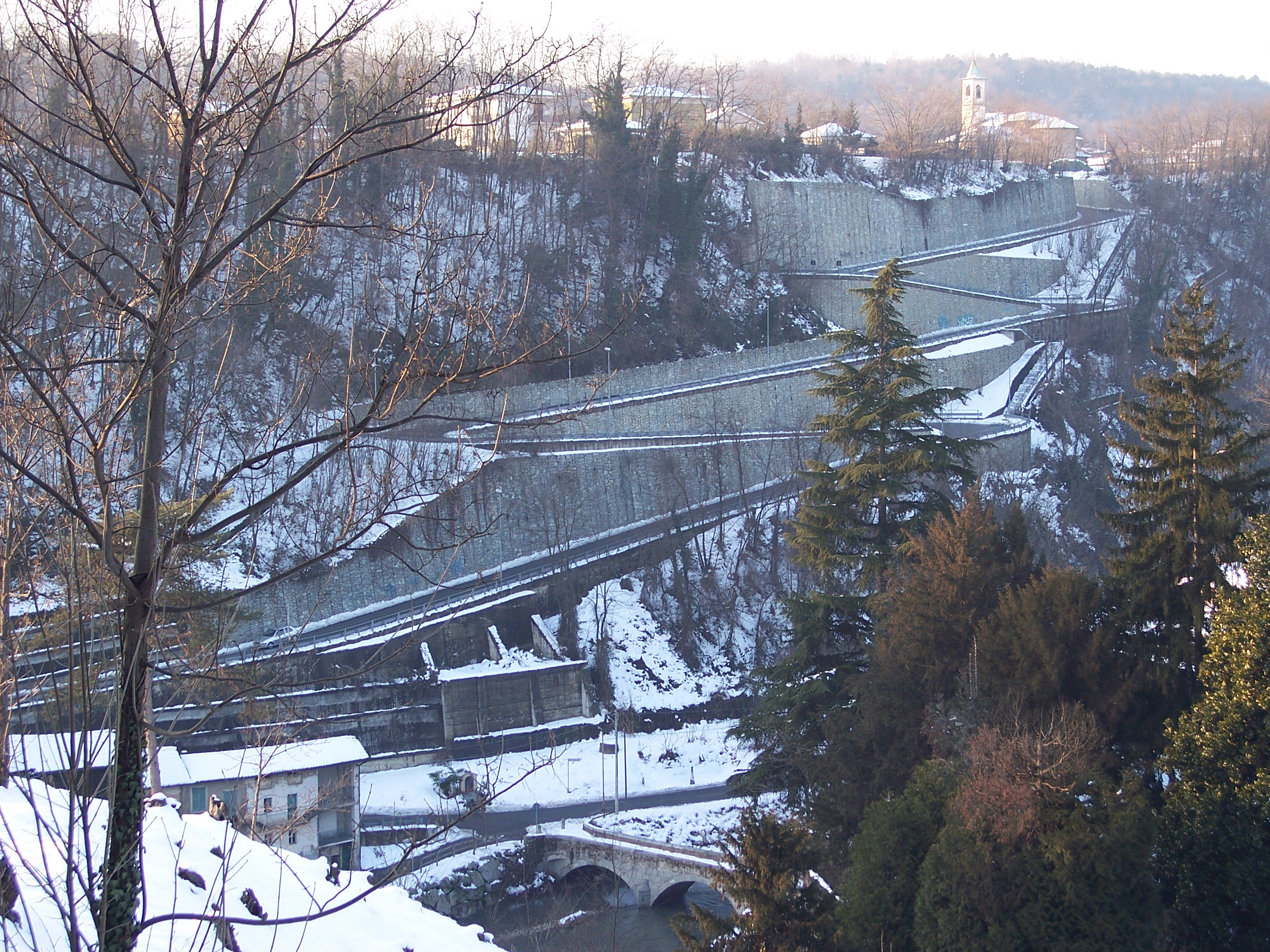
Il Piccolo Stelvio innevato

La competizione, che si disputa tra l'Alto Milanese e il Varesotto, in Lombardia, prevede un circuito da ripetere 5 volte nella zona di Gornate Olona e Castelseprio lungo i saliscendi della Valle Olona con un passaggio da Castiglione Olona a Morazzone in quello che viene denominato il "Piccolo Stelvio": quest'ultimo è chiamato in questo modo perché è presente un dislivello di circa 153 metri.
La partenza e l'arrivo della Coppa Bernocchi sono stati quasi sempre situati a Legnano, comune della città metropolitana di Milano: le uniche eccezioni sono state le edizioni del 1980, 1981, 1982, 1983 e 1985, il cui arrivo era posizionato a Lonate Ceppino (VA), l'edizione del 1986, il cui traguardo era situato a Turbigo (MI), e l'edizione del 1987, il cui arrivo era situato a Busto Arsizio (VA).
La Coppa Bernocchi ha un traguardo volante a Parabiago in memoria del ciclista Libero Ferrario, morto nel 1930 all'età di 29 anni non ancora compiuti a causa della tubercolosi.

## Storia
Le premesse alla nascita della Coppa Bernocchi si ebbero nel 1911, quando Legnano fu scelta dall'Unione Velocipedista Italiana quale sede di uno dei campionati italiani professionisti dell'epoca, quello che prevedeva l'utilizzo di un solo tipo di biciclette, che nacque qualche anno prima, nel 1906. La scelta su Legnano non fu casuale: già da tempo era cospicuo l'interesse per il Giro della Valle Olona, che si correva poco distante. Questa edizione dei campionati italiani venne poi vinta da Dario Beni. 

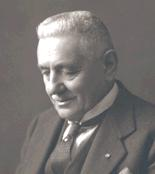
Antonio Bernocchi, imprenditore, filantropo e proprietario dell'omonimo cotonificio

Sulla scia di questo successo iniziò a circolare l'idea di creare una corsa ciclistica che avesse come riferimento Legnano, con la volontà portarla con il tempo a competere con le classiche del ciclismo che già esistevano in Piemonte, Romagna, Veneto ed Emilia. Il progetto ebbe la sua realizzazione pratica nel 1919 con l'organizzazione, da parte della neonata Unione Sportiva Legnanese, della prima edizione della Coppa Bernocchi. Probabilmente l'evento si sarebbe potuto realizzare prima se non ci fossero stati gli eventi bellici legati alla prima guerra mondiale che durò, per l'Italia, dal 1915 al 1918. La Coppa Bernocchi fu quindi organizzata in un contesto storico che era caratterizzato dal desiderio di tornare alla normalità dopo i quattro anni di privazioni causati dal primo conflitto mondiale.
Nell'organizzazione della corsa ciclistica fu fondamentale il lavoro del presidente dell'Unione Sportiva Legnanese Pino Cozzi, che volle fortemente la Coppa Bernocchi, e l'apporto economico del senatore Antonio Bernocchi, imprenditore, filantropo e proprietario dell'omonimo cotonificio, a cui poi la corsa fu dedicata, che donò la coppa e i premi. Le prime edizioni della Coppa Bernocchi furono aperte solamente ai corridori dilettanti: per volere dell'Unione Velocipedista Italiana vennero infatti organizzate delle edizioni di "rodaggio" in vista di una sua possibile promozione a corsa professionistica.
La svolta si ebbe nel biennio 1922-1923, quando la Coppa Bernocchi fu vinta due volte consecutive dal ciclista Libero Ferrario, non ancora professionista, che poco dopo si impose nel campionato del mondo di ciclismo su strada 1923. In seguito alle vittorie di Ferrario per la Coppa Bernocchi venne coniato lo slogan: "Bernocchi, la corsa che rivela i campioni". 

Libero Ferrario, campione del mondo di ciclismo su strada nel 1923 e vincitore della Coppa Bernocchi nel 1922 e nel 1923

Pino Cozzi, presidente dell'Unione Sportiva Legnanese dal 1918 al 1973, anno della sua morte

Le novità non si fecero attendere: nel 1925 la Coppa Bernocchi venne promossa a gara professionistica, quando fu anche una prova del campionato italiano juniores. Con questi cambiamenti aumentò anche la distanza del percorso: dai 130 km dell'edizione del 1919 si passò ai 235 km dell'edizione del 1925. Uno dei pregi della Coppa Bernocchi, che fece crescere costantemente la sua considerazione tra gli addetti ai lavori e tra i corridori, fu l'assenza della ricerca spasmodica e a ogni costo di tracciati impervi la cui conseguenza era spesso l'arrivo di ciclisti (frequentemente con il "contagocce") stravolti dalla fatica. A questo si aggiunse il crescente interesse dei produttori di biciclette, che vedevano nella Coppa Bernocchi una vetrina per i propri prodotti: queste ultime, ai ciclisti, assegnavano delle indennità di chilometraggio, che erano dei premi il cui ammontare era proporzionale alla lunghezza del percorso effettuato dai corridori prima dell'eventuale ritiro.
Degna di nota fu l'edizione del 1928, che venne pesantemente condizionata dal maltempo: a causa degli allagamenti occorsi nella zona, parteciparono alla Coppa Bernocchi solo 18 ciclisti. Di questi anni fu l'allargamento alla partecipazione dei ciclisti dilettanti indipendenti, che si aggiunsero ai professionisti junior, di cui la Coppa Bernocchi rappresentava una prova del loro campionato nazionale. Questo campionato fu soppresso dall'Unione Velocipedista Italiana nel 1930: la Coppa Bernocchi, di conseguenza, ridiventò di riferimento per i ciclisti dilettanti oltre che per gli indipendenti. L'edizione del 1934 della Coppa Bernocchi tornò ad essere ad appannaggio dei ciclisti professionisti: poco prima la federazione aveva promosso d'autorità tutti i corridori indipendenti ad atleti professionisti con l'obiettivo di aumentare di numero le corse professionistiche, che era stato giudicato insufficiente.
Caratteristica della Coppa Bernocchi era quella di non facilitare nessun corridore particolare e di non fornire chances maggiori a categorie specifiche di ciclisti (scalatori, velocisti, ecc.) dando la possibilità di vittoria a un vasto numero di atleti, tant'è che il vincitore della Coppa Bernocchi era quasi sempre differente ed era raro che un corridore dominasse più edizioni: questo pregio venne riconosciuto da molti direttori sportivi delle squadre ciclistiche e da taluni esperti del settore. A tal proposito Pino Cozzi dichiarò, dalle colonne de La Gazzetta dello Sport:
(Pino Cozzi)
Nel 1931, complice alcune irregolarità avvenute durante la gara, la vittoria di Alfredo Bovet venne revocata, mentre l'edizione del 1935 la Coppa Bernocchi diventò per la prima volta una delle prove del campionato italiano di ciclismo su strada: in particolare fu la settima ed ultima prova gara del Giro di Lombardia, che avrebbe assegnato la maglia tricolore e il titolo di campione d'Italia. Con questa promozione la Coppa Bernocchi conquistò ufficialmente il crisma di "classica" del ciclismo italiano. L'afflusso di pubblico fu notevole tanto era l'interesse di vedere i più grandi campioni dell'epoca. Alla Coppa Bernocchi del 1935 parteciparono Costante Girardengo, Learco Guerra e Gino Bartali, che vinse poi la gara. Sull'edizione che si disputò nel 1938 Bruno Roghi, direttore de La Gazzetta dello Sport dal 1936 al 1943 e dal 1945 al 1947, dalle colonne del suo giornale, scrisse:
(Bruno Roghi)

Gino Bartali e Fausto Coppi con la maglia della squadra ciclistica Legnano durante il Giro d'Italia 1940. Vinsero la Coppa Bernocchi, rispettivamente, nel 1935 e nel 1954

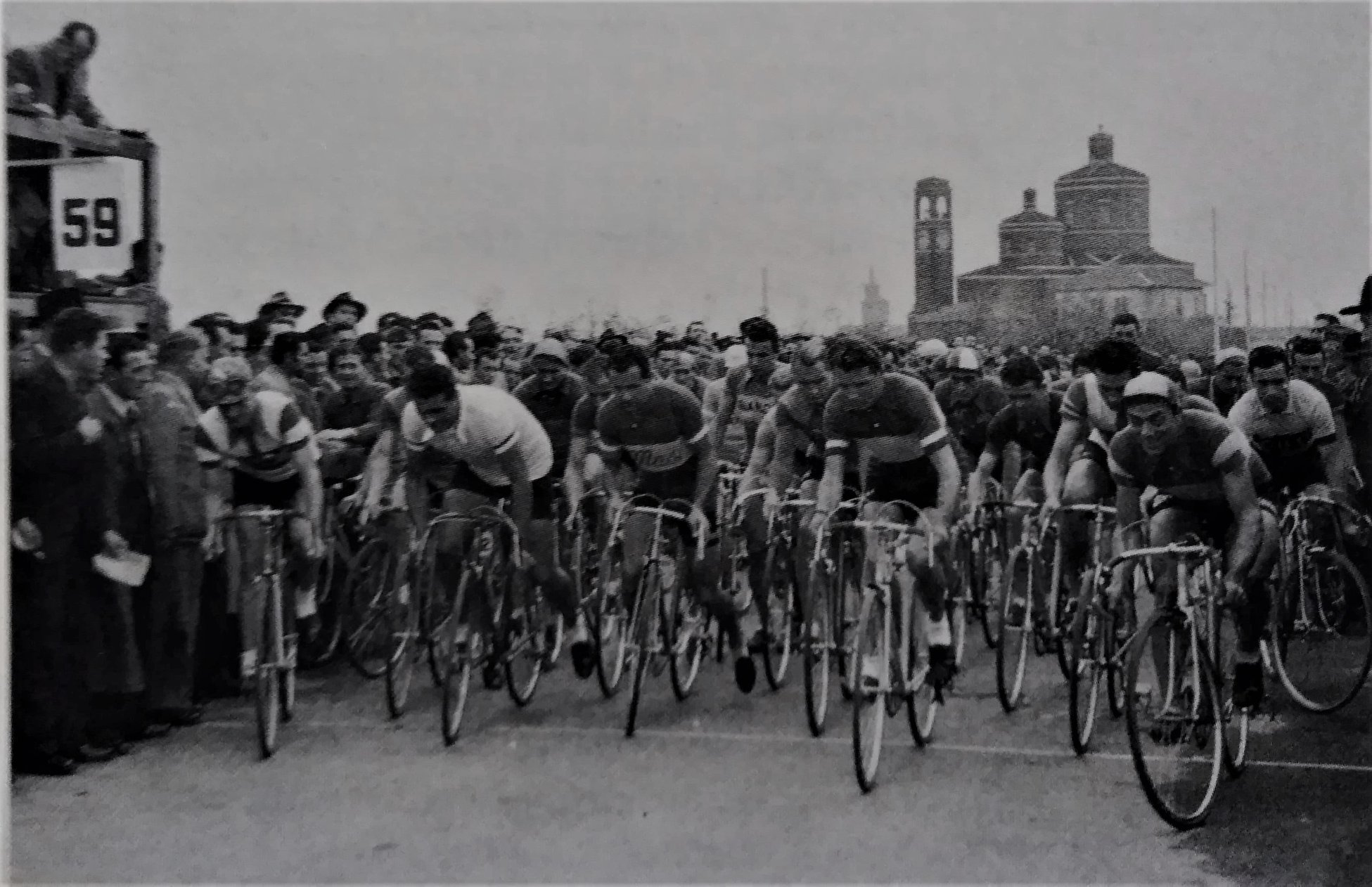
Partenza a Legnano della Coppa Bernocchi 1935. Sullo sfondo, il santuario di Santa Teresa del Bambin Gesù

L'edizione del 1939, la ventesima, fu invece valida per l'assegnazione del contro Gran Premio della Federazione Ciclistica Italiana.
Nel 1939 iniziarono a soffiare i venti guerra, che preannunciarono lo scoppio del secondo conflitto mondiale. In particolare i campionati del mondo di ciclismo su pista 1939, che in quell'anno vennero disputati al Velodromo Vigorelli di Milano, furono interrotti e non terminati a causa dello scoppio della guerra. Il conflitto non toccò, almeno all'inizio, l'Italia, e quindi la Coppa Bernocchi ebbe regolarmente luogo l'8 ottobre di quell'anno anche se ne fu ridotta la lunghezza del percorso. Per questa sua caratteristica i tifosi riuscirono a vedere i ciclisti da molto vicino, vista la compattezza del tracciato: il successo di pubblico fu grande, dato che vi assistettero circa 50.000 persone.
A questa edizione partecipò Fausto Coppi, che giunse secondo dietro ad Adolfo Leoni dopo una volata tra i due. Per Coppi la Coppa Bernocchi del 1939 fu l'occasione di conoscere Eberardo Pavesi, che gli propose di entrare a far parte della squadra ciclistica Legnano. La proposta ebbe poi seguito e Fausto Coppi fu assunto alla Legnano, dove trovò Gino Bartali come capo squadra. Degna di nota fu anche l'edizione del 1942: a causa delle ristrettezze causate dalla seconda guerra mondiale, con molti ciclisti partiti per il fronte, alla Coppa Bernocchi parteciparono solamente 52 atleti.
Con la fine della guerra, la Coppa Bernocchi tornò al risalto di un tempo, vista la fine delle ristrettezze e delle limitazioni che tanto avevano condizionato le edizioni disputate dal 1939 al 1944. Con la graduale ripresa di tutte le attività civili prebelliche, anche il ciclismo europeo conobbe un'importante fase di rilancio grazie ai cospicui investimenti elargiti da parte degli organizzatori degli eventi ciclistici. Nel 1947 ci fu un'importante novità: la Coppa Bernocchi tornò, per quell'anno, prova del campionato italiano. Nella fattispecie fu la quinta e ultima prova del calendario, quella che assegnava il titolo tricolore. La Coppa Bernocchi ebbe lo stesso ruolo anche nell'edizione del 1952, quando fu la quinta e ultima gara del calendario del campionato italiano.
Degna di nota, per motivi differenti, fu l'edizione successiva: nella corsa del 1953 i vincitori furono due. La doppia vittoria fu assegnata dalla giuria perché i due ciclisti giunsero a traguardo perfettamente appaiati: questa fu tra i pochissimi casi di doppia vittoria in una corsa ciclistica di rilievo nazionale. L'anno successivo la Coppa Bernocchi tornò a essere una gara parte del calendario del campionato italiano. Disputata questa volta a cronometro, vide l'affermarsi di Fausto Coppi. L'edizione del 1956 della Coppa Bernocchi tornò a essere una delle prove del campionato italiano, disputata ancora una volta a cronometro.

Giuseppe Saronni, con la maglia iridata di campione del mondo, vince la Milano-Sanremo 1983. Saronni vinse la Coppa Bernocchi nel 1980 e nel 1981

Una nuova svolta per la Coppa Bernocchi si ebbe nell'edizione del 1961, quando venne promossa a prova unica del campionato italiano: la gara fu poi vinta da Arturo Sabbadin. L'anno successivo il campionato tornò ad essere organizzato a prove multiple e la Coppa Bernocchi fu riproposta nel calendario tricolore. Per quanto riguarda i ciclisti, negli anni sessanta, furono degne di nota le vittorie di Rik Van Looy, Felice Gimondi e Francesco Moser. Van Looy, a proposito della Coppa Bernocchi, dichiarò:
(Rik Van Looy)
L'edizione del 1976 della Coppa Bernocchi, dieci anni esatti dopo l'abbandono definito della formula delle prove multiple per l'assegnazione del titolo italiano, tornò ad essere nuovamente la gara unica per i campionati italiani di ciclismo su strada. In questo caso la gara venne vinta da Franco Bitossi. Degli anni ottanta degna di nota fu la vittoria di Giuseppe Saronni. A tal proposito Saronni dichiarò:
(Giuseppe Saronni)
L'edizione del 1984 della Coppa Bernocchi tornò nuovamente ad essere la gara unica per l'assegnazione dei campionati italiani di ciclismo su strada: questa volta a imporsi e a conquistare la maglia tricolore fu Vittorio Algeri. Nei decenni successivi degni di nota sono stati i successi, nell'edizione del 2015, di Vincenzo Nibali, i tre successi (2005, 2006 e 2007) di Danilo Napolitano, che ha così stabilito il record di numero di vittorie alla Coppa Bernocchi per un singolo ciclista, la vittoria di Gianluca Bortolami, che è giunto primo alla Coppa Bernocchi nell'edizione del 1997, e la vittoria nell'edizione del 2000 di Romāns Vainšteins.
Nel 2020 Tre Valli Varesine, Coppa Agostoni e Coppa Bernocchi vennero annullate a causa della pandemia di COVID-19 e, vista l'impossibilità di recuperare le tre corse per via del calendario saturo nella seconda parte della stagione, si decise di correre un'unica prova, denominata Gran Trittico Lombardo, la quale percorse i luoghi più significativi delle tre manifestazioni.

## Albo d'oro
Aggiornato all'edizione 2024.
Legenda
     Valida come una delle prove facenti parte del calendario del campionato italiano di ciclismo su strada.
     Valida come prova unica del campionato italiano di ciclismo su strada.
| Edizione | Anno | Data                                                                                | Percorso                                                                            | Categoria                                                                           | Vincitore                                                                           | Secondo                                                                             | Terzo                                                                               |
| -------- | ---- | ----------------------------------------------------------------------------------- | ----------------------------------------------------------------------------------- | ----------------------------------------------------------------------------------- | ----------------------------------------------------------------------------------- | ----------------------------------------------------------------------------------- | ----------------------------------------------------------------------------------- |
| 1ª       | 1919 | 6 settembre                                                                         | 130 km                                                                              | dilettanti                                                                          | Ruggero Ferrario                                                                    | Ugo Bianchi                                                                         | Primo Magnani                                                                       |
| 2ª       | 1920 | 19 settembre                                                                        | 160 km                                                                              | dilettanti                                                                          | Giovanni Tragella                                                                   | Marcello Berti                                                                      | Giuseppe Villa                                                                      |
| 3ª       | 1921 | 1º settembre                                                                        | 145 km                                                                              | dilettanti                                                                          | Angelo Testa                                                                        | Gaetano Caravaglia                                                                  | Pietro Casati                                                                       |
| 4ª       | 1922 | 22 settembre                                                                        | 145 km                                                                              | dilettanti                                                                          | Libero Ferrario                                                                     | Serafino Dossena                                                                    | P. Rattone                                                                          |
| 5ª       | 1923 | 12 settembre                                                                        | 145 km                                                                              | dilettanti                                                                          | Libero Ferrario                                                                     | Mario Bianchi                                                                       | Zenone Lancia                                                                       |
| 6ª       | 1924 | 16 settembre                                                                        | 157 km                                                                              | dilettanti                                                                          | Alfredo Dinale                                                                      | Oreste Cignoli                                                                      | Pietro Cevini                                                                       |
| 7ª       | 1925 | 15 settembre                                                                        | 235 km                                                                              | CB1.1                                                                               | Luigi Mainetti                                                                      | Domenico Piemontesi                                                                 | Giuseppe Pancera                                                                    |
| 8ª       | 1926 | 20 settembre                                                                        | 180 km                                                                              | CB1.1                                                                               | Giuseppe Pancera                                                                    | Giovanni Tizzoni                                                                    | Aldo Bertolotti                                                                     |
| 9ª       | 1927 | 7 settembre                                                                         | 235 km                                                                              | CB1.1                                                                               | Giuseppe Pancera                                                                    | Allegro Grandi                                                                      | Pio Caimmi                                                                          |
| 10ª      | 1928 | 8 settembre                                                                         | 282 km                                                                              | CB1.1                                                                               | Carlo Galluzzi                                                                      | Mario Bianchi                                                                       | Federico Gay                                                                        |
| 11ª      | 1929 | 10 settembre                                                                        | 227 km                                                                              | CB1.1                                                                               | Allegro Grandi                                                                      | Ambrogio Morelli                                                                    | Felice Gremo                                                                        |
| 12ª      | 1930 | 20 settembre                                                                        | 214 km                                                                              | CB1.1                                                                               | Eugenio Gestri                                                                      | Aldo Canazza                                                                        | Fabio Battesini                                                                     |
| 13ª      | 1931 | annullata per irregolarità avvenute lungo il percorso                               | annullata per irregolarità avvenute lungo il percorso                               | annullata per irregolarità avvenute lungo il percorso                               | annullata per irregolarità avvenute lungo il percorso                               | annullata per irregolarità avvenute lungo il percorso                               | annullata per irregolarità avvenute lungo il percorso                               |
| 14ª      | 1932 | 25 settembre                                                                        | 182 km                                                                              | CB1.1                                                                               | Marco Giuntelli                                                                     | Antonio Fraccaroli                                                                  | Carlo Bori                                                                          |
| 15ª      | 1933 | 17 settembre                                                                        | 182 km                                                                              | CB1.1                                                                               | Bruno Negri                                                                         | Pietro Rimoldi                                                                      | Bernardo Rogora                                                                     |
| 16ª      | 1934 | 10 settembre                                                                        | 234 km                                                                              | CB1.1                                                                               | Pietro Rimoldi                                                                      | Bernardo Rogora                                                                     | Severino Canavesi                                                                   |
| 17ª      | 1935 | 29 settembre                                                                        | 212 km                                                                              | CB1.1                                                                               | Gino Bartali                                                                        | Aldo Bini                                                                           | Rinaldo Gerini                                                                      |
| 18ª      | 1936 | 12 settembre                                                                        | 212 km                                                                              | CB1.1                                                                               | Enrico Mollo                                                                        | Pietro Rimoldi                                                                      | Carlo Romanatti                                                                     |
| 19ª      | 1937 | 13 settembre                                                                        | 191 km                                                                              | CB1.1                                                                               | Francesco Albani                                                                    | Fausto Montesi                                                                      | Pietro Rimoldi                                                                      |
| 20ª      | 1938 | 25 settembre                                                                        | 228 km                                                                              | CB1.1                                                                               | Cino Cinelli                                                                        | Severino Canavesi                                                                   | Adolfo Leoni                                                                        |
| 21ª      | 1939 | 8 ottobre                                                                           | 100 km                                                                              | CB1.1                                                                               | Adolfo Leoni                                                                        | Fausto Coppi                                                                        | Pierino Favalli                                                                     |
| 22ª      | 1940 | 21 settembre                                                                        | 180 km                                                                              | CB1.1                                                                               | Aldo Bini                                                                           | Cino Cinelli                                                                        | Adolfo Leoni                                                                        |
| 23ª      | 1941 | 28 settembre                                                                        | 182 km                                                                              | CB1.1                                                                               | Severino Canavesi                                                                   | Mario De Benedetti                                                                  | Mario Ricci                                                                         |
| 24ª      | 1942 | 14 settembre                                                                        | 190 km                                                                              | CB1.1                                                                               | Glauco Servadei                                                                     | Pietro Chiappini                                                                    | Luciano Succi                                                                       |
| 25ª      | 1943 | non disputata per gli eventi bellici legati alla seconda guerra mondiale            | non disputata per gli eventi bellici legati alla seconda guerra mondiale            | non disputata per gli eventi bellici legati alla seconda guerra mondiale            | non disputata per gli eventi bellici legati alla seconda guerra mondiale            | non disputata per gli eventi bellici legati alla seconda guerra mondiale            | non disputata per gli eventi bellici legati alla seconda guerra mondiale            |
| 26ª      | 1944 | 14 maggio                                                                           | 157 km                                                                              | CB1.1                                                                               | Oreste Conte                                                                        | Michele Motta                                                                       | Athos Guizzardi                                                                     |
| 27ª      | 1945 | 9 settembre                                                                         | 157,5 km                                                                            | CB1.1                                                                               | Sergio Maggini                                                                      | Guerrino Tomasoni                                                                   | Secondo Barisone                                                                    |
| 28ª      | 1946 | 26 maggio                                                                           | 243 km                                                                              | CB1.1                                                                               | Osvaldo Bailo                                                                       | Angelo Brignole                                                                     | Mario Ricci                                                                         |
| 29ª      | 1947 | 14 settembre                                                                        | 256 km                                                                              | CB1.1                                                                               | Mario Ricci                                                                         | Sergio Maggini                                                                      | Egidio Feruglio                                                                     |
| 30ª      | 1948 | 3 ottobre                                                                           | 249 km                                                                              | CB1.1                                                                               | Virginio Salimbeni                                                                  | Giorgio Cargioli                                                                    | Leo Castellucci                                                                     |
| 31ª      | 1949 | 9 ottobre                                                                           | 251,6 km                                                                            | CB1.1                                                                               | Mario Ricci                                                                         | Sergio Maggini                                                                      | Bruno Pontisso                                                                      |
| 32ª      | 1950 | 8 ottobre                                                                           | 237 km                                                                              | CB1.1                                                                               | Fiorenzo Crippa                                                                     | Alfredo Martini                                                                     | Loretto Petrucci                                                                    |
| 33ª      | 1951 | 14 ottobre                                                                          | 237 km                                                                              | CB1.1                                                                               | Luigi Casola                                                                        | Alfredo Martini                                                                     | Louison Bobet                                                                       |
| 34ª      | 1952 | 12 ottobre                                                                          | 237 km                                                                              | CB1.1                                                                               | Primo Volpi                                                                         | Danilo Barozzi                                                                      | Adolfo Grosso                                                                       |
| 35ª      | 1953 | 20 settembre                                                                        | 237 km                                                                              | CB1.1                                                                               | Giorgio Albani e Antonio Bevilacqua (pari merito)                                   | Giorgio Albani e Antonio Bevilacqua (pari merito)                                   | Mario Piazzon                                                                       |
| 36ª      | 1954 | 17 ottobre                                                                          | 108 km                                                                              | CB1.1                                                                               | Fausto Coppi                                                                        | Giancarlo Astrua                                                                    | Angelo Conterno                                                                     |
| 37ª      | 1955 | 25 settembre                                                                        | 234 km                                                                              | CB1.1                                                                               | Renato Ponzini                                                                      | Alfredo Martini                                                                     | Luciano Maggini                                                                     |
| 38ª      | 1956 | 30 settembre                                                                        | 108,8 km                                                                            | CB1.1                                                                               | Vasco Modena                                                                        | Fausto Coppi                                                                        | Pierino Baffi                                                                       |
| 39ª      | 1957 | 15 settembre                                                                        | 241 km                                                                              | CB1.1                                                                               | Rik Van Looy                                                                        | Silvano Ciampi                                                                      | Joseph Schils                                                                       |
| 40ª      | 1958 | 14 settembre                                                                        | 241 km                                                                              | CB1.1                                                                               | Rik Van Looy                                                                        | Frans Van Looveren                                                                  | Duilio Taddeucci                                                                    |
| 41ª      | 1959 | 2 agosto                                                                            | 255,1 km                                                                            | CB1.1                                                                               | Noè Conti                                                                           | Michele Gismondi                                                                    | Diego Ronchini                                                                      |
| 42ª      | 1960 | 11 settembre                                                                        | 241 km                                                                              | CB1.1                                                                               | Giuseppe Fallarini                                                                  | Alberto Assirelli                                                                   | Ezio Pizzoglio                                                                      |
| 43ª      | 1961 | 24 settembre                                                                        | 270 km                                                                              | CN                                                                                  | Arturo Sabbadin                                                                     | Arnaldo Pambianco                                                                   | Giuliano Bernardelle                                                                |
| 44ª      | 1962 | 19 agosto                                                                           | 267,3 km                                                                            | CB1.1                                                                               | Pierino Baffi                                                                       | Nino Defilippis                                                                     | Giovanni Garau                                                                      |
| 45ª      | 1963 | 22 settembre                                                                        | 215 km                                                                              | CB1.1                                                                               | Aldo Moser                                                                          | Adriano Durante                                                                     | Vito Taccone                                                                        |
| 46ª      | 1964 | 23 agosto                                                                           | 279 km                                                                              | CB1.1                                                                               | Gianni Motta                                                                        | Franco Cribiori                                                                     | Luciano Galbo                                                                       |
| 47ª      | 1965 | 19 aprile                                                                           | 265 km                                                                              | CB1.1                                                                               | Adriano Durante                                                                     | Michele Dancelli                                                                    | Franco Cribiori                                                                     |
| 48ª      | 1966 | 13 agosto                                                                           | 242 km                                                                              | CB1.1                                                                               | Raffaele Marcoli                                                                    | Dino Zandegù                                                                        | Michele Dancelli                                                                    |
| 49ª      | 1967 | 23 agosto                                                                           | 195 km                                                                              | CB1.1                                                                               | Vittorio Adorni                                                                     | Michele Dancelli                                                                    | Felice Gimondi                                                                      |
| 50ª      | 1968 | 16 giugno                                                                           | 240 km                                                                              | CB1.1                                                                               | Franco Bitossi                                                                      | Luciano Armani                                                                      | Roberto Ballini                                                                     |
| 51ª      | 1969 | 24 aprile                                                                           | 228 km                                                                              | CB1.1                                                                               | Giacinto Santambrogio                                                               | Giancarlo Polidori                                                                  | Adriano Passuello                                                                   |
| 52ª      | 1970 | 8 agosto                                                                            | 238 km                                                                              | CB1.1                                                                               | Pietro Guerra                                                                       | Giuseppe Beghetto                                                                   | Marino Basso                                                                        |
| 53ª      | 1971 | 12 maggio                                                                           | 218 km                                                                              | CB1.1                                                                               | Virginio Levati                                                                     | Patrick Sercu                                                                       | Wilmo Francioni                                                                     |
| 54ª      | 1972 | 6 maggio                                                                            | 210 km                                                                              | CB1.1                                                                               | Marino Basso                                                                        | Patrick Sercu                                                                       | Wilmo Francioni                                                                     |
| 55ª      | 1973 | 25 agosto                                                                           | 238 km                                                                              | CB1.1                                                                               | Felice Gimondi                                                                      | Roger De Vlaeminck                                                                  | Enrico Paolini                                                                      |
| 56ª      | 1974 | 17 agosto                                                                           | 244 km                                                                              | CB1.1                                                                               | Francesco Moser                                                                     | Fabrizio Fabbri                                                                     | Valerio Lualdi                                                                      |
| 57ª      | 1975 | 26 agosto                                                                           | 242 km                                                                              | CB1.1                                                                               | Enrico Paolini                                                                      | Fausto Bertoglio                                                                    | Giacinto Santambrogio                                                               |
| 58ª      | 1976 | 29 settembre                                                                        | 259 km                                                                              | CN                                                                                  | Franco Bitossi                                                                      | Francesco Moser                                                                     | Wladimiro Panizza                                                                   |
| 59ª      | 1977 | 26 agosto                                                                           | 203 km                                                                              | CB1.1                                                                               | Carmelo Barone                                                                      | Wladimiro Panizza                                                                   | Giovanni Battaglin                                                                  |
| 60ª      | 1978 | 22 agosto                                                                           | 218 km                                                                              | CB1.1                                                                               | Giovanni Battaglin                                                                  | Alfredo Chinetti                                                                    | Wladimiro Panizza                                                                   |
| 61ª      | 1979 | 19 agosto                                                                           | 217,5 km                                                                            | CB1.1                                                                               | Valerio Lualdi                                                                      | Ottavio Crepaldi                                                                    | Francesco Moser                                                                     |
| 62ª      | 1980 | 24 agosto                                                                           | 230 km                                                                              | CB1.1                                                                               | Giuseppe Saronni                                                                    | Alf Segersäll                                                                       | Alfons De Wolf                                                                      |
| 63ª      | 1981 | 24 agosto                                                                           | 216 km                                                                              | CB1.1                                                                               | Giuseppe Saronni                                                                    | Giovanni Mantovani                                                                  | Francesco Moser                                                                     |
| 64ª      | 1982 | 28 agosto                                                                           | 217 km                                                                              | CB1.1                                                                               | Silvano Contini                                                                     | Palmiro Masciarelli                                                                 | Bruno Leali                                                                         |
| 65ª      | 1983 | 28 agosto                                                                           | 216,6 km                                                                            | CB1.1                                                                               | Palmiro Masciarelli                                                                 | Maurizio Piovani                                                                    | Rudy Pevenage                                                                       |
| 66ª      | 1984 | 24 giugno                                                                           | 256 km                                                                              | CN                                                                                  | Vittorio Algeri                                                                     | Silvano Contini                                                                     | Daniele Caroli                                                                      |
| 67ª      | 1985 | 20 agosto                                                                           | 235,6 km                                                                            | CB1.1                                                                               | Johan van der Velde                                                                 | Moreno Argentin                                                                     | Giovanni Mantovani                                                                  |
| 68ª      | 1986 | 17 agosto                                                                           | 224 km                                                                              | CB1.1                                                                               | Roberto Gaggioli                                                                    | Claudio Corti                                                                       | Marco Bergamo                                                                       |
| 69ª      | 1987 | 26 agosto                                                                           | 230 km                                                                              | CB1.1                                                                               | Guido Bontempi                                                                      | Pierino Gavazzi                                                                     | Maurizio Fondriest                                                                  |
| 70ª      | 1988 | 16 agosto                                                                           | 233 km                                                                              | CB1.1                                                                               | Guido Bontempi                                                                      | Maurizio Fondriest                                                                  | Gianni Bugno                                                                        |
| 71ª      | 1989 | 14 agosto                                                                           | 239 km                                                                              | CB1.1                                                                               | Rolf Sørensen                                                                       | Cesare Cipollini                                                                    | Stefano Colagè                                                                      |
| 72ª      | 1990 | 17 agosto                                                                           | 204 km                                                                              | 1.3                                                                                 | Davide Cassani                                                                      | Rolf Sørensen                                                                       | Massimiliano Lelli                                                                  |
| 73ª      | 1991 | 14 agosto                                                                           | 204 km                                                                              | 1.2                                                                                 | Giorgio Furlan                                                                      | Alessandro Giannelli                                                                | Andrei Tchmil                                                                       |
| 74ª      | 1992 | 19 agosto                                                                           | 209 km                                                                              | 1.2                                                                                 | Charly Mottet                                                                       | Giancarlo Perini                                                                    | Alberto Elli                                                                        |
| 75ª      | 1993 | 18 agosto                                                                           | 209 km                                                                              | 1.2                                                                                 | Rolf Sørensen                                                                       | Fabio Roscioli                                                                      | Franco Ballerini                                                                    |
| 76ª      | 1994 | 16 agosto                                                                           | 209 km                                                                              | 1.2                                                                                 | Bruno Cenghialta                                                                    | Francesco Casagrande                                                                | Andrea Tafi                                                                         |
| 77ª      | 1995 | 17 agosto                                                                           | 209 km                                                                              | 1.2                                                                                 | Stefano Zanini                                                                      | Alessio Di Basco                                                                    | Gabriele Missaglia                                                                  |
| 78ª      | 1996 | 21 agosto                                                                           | 207 km                                                                              | 1.2                                                                                 | Fabio Baldato                                                                       | Andrea Ferrigato                                                                    | Giovanni Lombardi                                                                   |
| 79ª      | 1997 | 21 agosto                                                                           | 206 km                                                                              | 1.3                                                                                 | Gianluca Bortolami                                                                  | Stefano Zanini                                                                      | Marco Lietti                                                                        |
| 80ª      | 1998 | 21 agosto                                                                           | 198 km                                                                              | 1.3                                                                                 | Fabio Sacchi                                                                        | Alberto Elli                                                                        | Daniele Nardello                                                                    |
| 81ª      | 1999 | 19 agosto                                                                           | 199 km                                                                              | 1.3                                                                                 | Giancarlo Raimondi                                                                  | Giovanni Lombardi                                                                   | Romāns Vainšteins                                                                   |
| 82ª      | 2000 | 18 agosto                                                                           | 207 km                                                                              | 1.3                                                                                 | Romāns Vainšteins                                                                   | Raimondas Rumšas                                                                    | Giovanni Lombardi                                                                   |
| 83ª      | 2001 | 23 agosto                                                                           | 199,8 km                                                                            | 1.3                                                                                 | Paolo Valoti                                                                        | Dario Andriotto                                                                     | Denis Lunghi                                                                        |
| 84ª      | 2002 | 22 agosto                                                                           | 199 km                                                                              | 1.3                                                                                 | Daniele Nardello                                                                    | Gianluca Bortolami                                                                  | Matteo Tosatto                                                                      |
| 85ª      | 2003 | 21 agosto                                                                           | 199 km                                                                              | 1.3                                                                                 | Sergio Barbero                                                                      | Massimo Giunti                                                                      | Serhij Matvjejev                                                                    |
| 86ª      | 2004 | 19 agosto                                                                           | 199,8 km                                                                            | 1.3                                                                                 | Angelo Furlan                                                                       | Fred Rodriguez                                                                      | Giosuè Bonomi                                                                       |
| 87ª      | 2005 | 18 agosto                                                                           | 198,9 km                                                                            | 1.1                                                                                 | Danilo Napolitano                                                                   | Graeme Brown                                                                        | Murilo Fischer                                                                      |
| 88ª      | 2006 | 17 agosto                                                                           | 200 km                                                                              | 1.1                                                                                 | Danilo Napolitano                                                                   | Giosuè Bonomi                                                                       | Luca Paolini                                                                        |
| 89ª      | 2007 | 23 agosto                                                                           | 199,9 km                                                                            | 1.1                                                                                 | Danilo Napolitano                                                                   | Paride Grillo                                                                       | Robert Hunter                                                                       |
| 90ª      | 2008 | 21 agosto                                                                           | 193 km                                                                              | 1.1                                                                                 | Steve Cummings                                                                      | Luca Celli                                                                          | Vladislav Borisov                                                                   |
| 91ª      | 2009 | 20 agosto                                                                           | 199,3 km                                                                            | 1.1                                                                                 | Luca Paolini                                                                        | Danilo Hondo                                                                        | Enrico Gasparotto                                                                   |
| 92ª      | 2010 | 19 agosto                                                                           | 199,3 km                                                                            | 1.1                                                                                 | Manuel Belletti                                                                     | Danilo Hondo                                                                        | Mark Cavendish                                                                      |
| 93ª      | 2011 | 18 agosto                                                                           | 199,3 km                                                                            | 1.1                                                                                 | Jaŭhen Hutarovič                                                                    | Manuel Belletti                                                                     | Giovanni Visconti                                                                   |
| 94ª      | 2012 | 16 agosto                                                                           | 200 km                                                                              | 1.1                                                                                 | Sacha Modolo                                                                        | Sonny Colbrelli                                                                     | Maximiliano Richeze                                                                 |
| 95ª      | 2013 | 22 agosto                                                                           | 200 km                                                                              | 1.1                                                                                 | Sacha Modolo                                                                        | Roberto Ferrari                                                                     | Filippo Baggio                                                                      |
| 96ª      | 2014 | 16 settembre                                                                        | 190,3 km                                                                            | 1.1                                                                                 | Elia Viviani                                                                        | Filippo Pozzato                                                                     | Simone Ponzi                                                                        |
| 97ª      | 2015 | 17 settembre                                                                        | 192 km                                                                              | 1.1                                                                                 | Vincenzo Nibali                                                                     | Mauro Finetto                                                                       | Matteo Trentin                                                                      |
| 98ª      | 2016 | 14 settembre                                                                        | 192 km                                                                              | 1.1                                                                                 | Giacomo Nizzolo                                                                     | Nicola Ruffoni                                                                      | Paolo Simion                                                                        |
| 99ª      | 2017 | 14 settembre                                                                        | 194 km                                                                              | 1.1                                                                                 | Sonny Colbrelli                                                                     | Guillaume Boivin                                                                    | Sacha Modolo                                                                        |
| 100ª     | 2018 | 16 settembre                                                                        | 194 km                                                                              | 1.1                                                                                 | Sonny Colbrelli                                                                     | Manuel Belletti                                                                     | Paolo Simion                                                                        |
| 101ª     | 2019 | 15 settembre                                                                        | 198,2 km                                                                            | 1.1                                                                                 | Phil Bauhaus                                                                        | Simone Consonni                                                                     | Imerio Cima                                                                         |
|          | 2020 | annullata a causa della pandemia di COVID-19, sostituita dal Gran Trittico Lombardo | annullata a causa della pandemia di COVID-19, sostituita dal Gran Trittico Lombardo | annullata a causa della pandemia di COVID-19, sostituita dal Gran Trittico Lombardo | annullata a causa della pandemia di COVID-19, sostituita dal Gran Trittico Lombardo | annullata a causa della pandemia di COVID-19, sostituita dal Gran Trittico Lombardo | annullata a causa della pandemia di COVID-19, sostituita dal Gran Trittico Lombardo |
| 102ª     | 2021 | 4 ottobre                                                                           | 197,4 km                                                                            | 1.Pro                                                                               | Remco Evenepoel                                                                     | Alessandro Covi                                                                     | Fausto Masnada                                                                      |
| 103ª     | 2022 | 3 ottobre                                                                           | 190,7 km                                                                            | 1.Pro                                                                               | Davide Ballerini                                                                    | Corbin Strong                                                                       | Stefano Oldani                                                                      |
| 104ª     | 2023 | 2 ottobre                                                                           | 186,6 km                                                                            | 1.Pro                                                                               | Wout Van Aert                                                                       | Vincenzo Albanese                                                                   | Andrea Bagioli                                                                      |
| 105ª     | 2024 | 7 ottobre                                                                           | 174,3 km                                                                            | 1.Pro                                                                               | Stan Van Tricht                                                                     | Alex Baudin                                                                         | Roger Adrià                                                                         |

## Statistiche

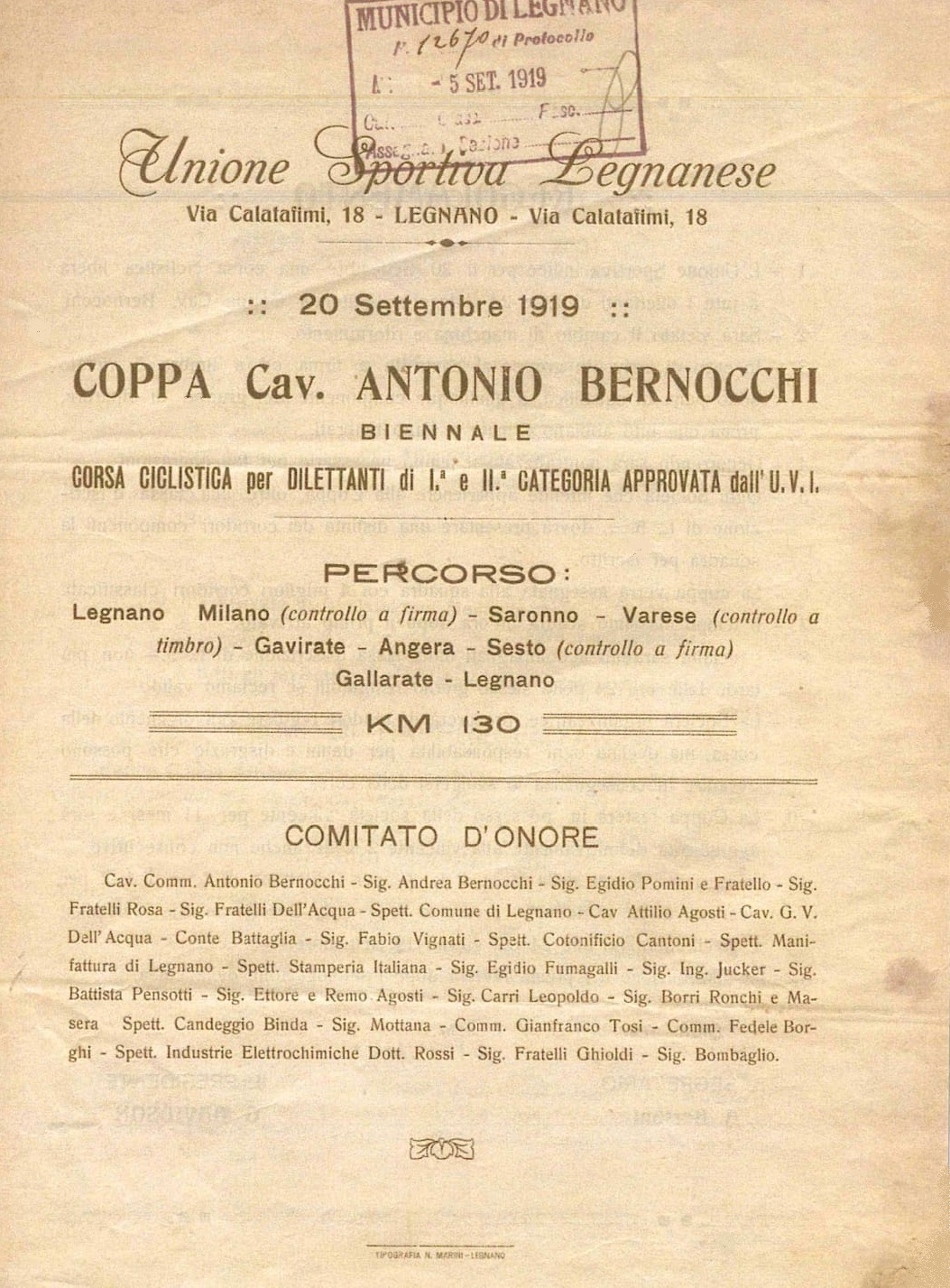
Atto costitutivo della Coppa Bernocchi, datato 20 settembre 1919

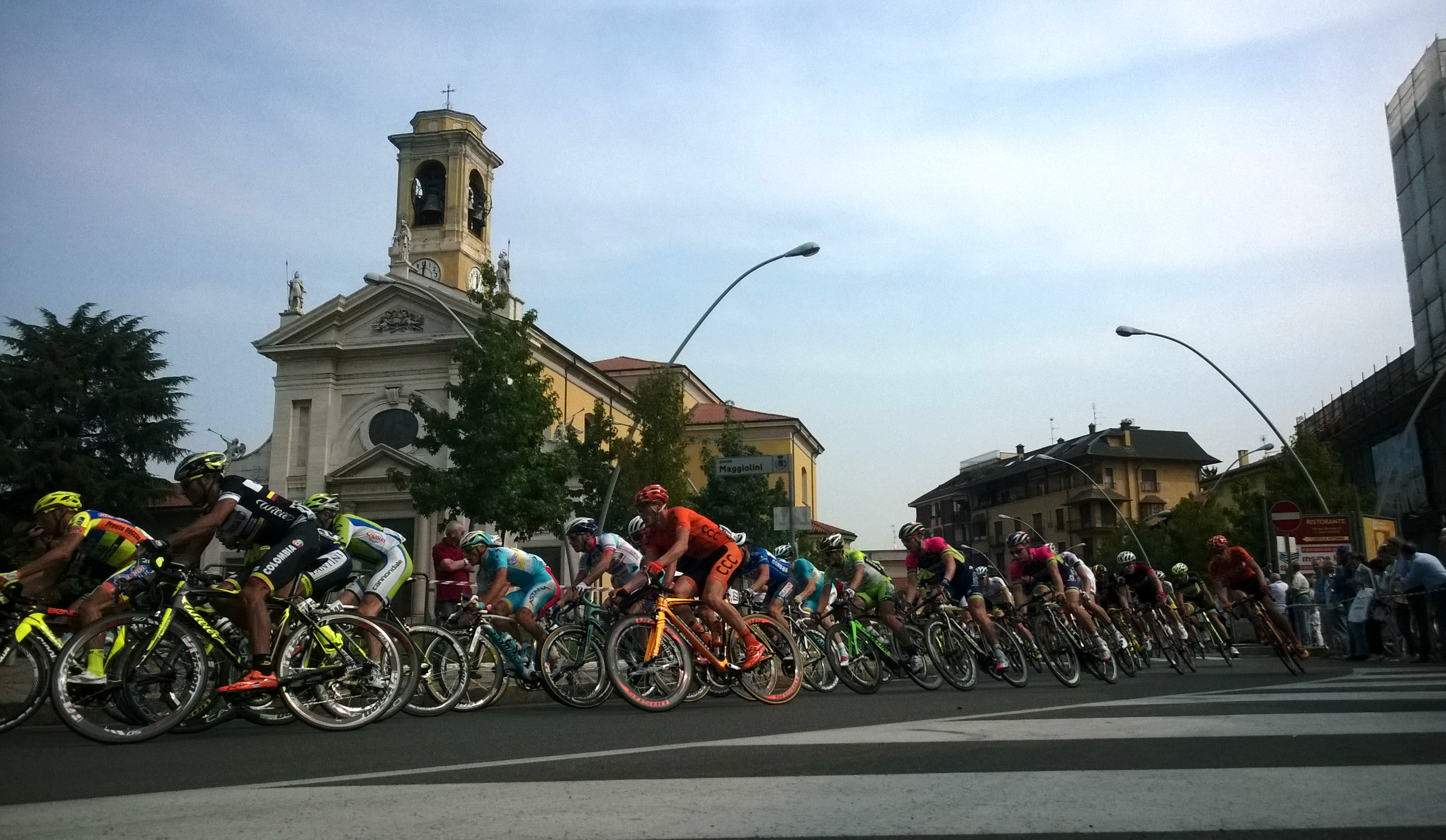
Un momento della Coppa Bernocchi 2014. Sullo sfondo la chiesa dei Santi Gervasio e Protasio di Parabiago

### Plurivincitori
| Pos. | Atleta | Vittorie |
| ---- | --- | -------- |
| 1    | Danilo Napolitano | 3        |
| 2    | Libero Ferrario Giuseppe Pancera Mario Ricci Rik Van Looy Franco Bitossi Giuseppe Saronni Guido Bontempi Rolf Sørensen Sacha Modolo Sonny Colbrelli | 2        |

### Vittorie per nazione
| Pos. | Nazione                                             | Vittorie |
| ---- | --------------------------------------------------- | -------- |
| 1    | Italia                                              | 90       |
| 2    | Belgio                                              | 5        |
| 3    | Danimarca                                           | 2        |
| 4    | Bielorussia Francia Germania Lettonia Gran Bretagna | 1        |

### Esplicative
1. 1 2 3  Il campionato italiano di ciclismo su strada si è svolto sia in prova unica che a prove multiple. Dal 1885 al 1914, nel 1937 e 1938, dal 1941 al 1946, nel 1950, dal 1959 a 1961 e definitivamente dal 1966 si è disputato in prova unica su percorsi appositamente allestiti o in concomitanza con altre classiche del calendario nazionale. Nelle edizioni a prove multiple, dal 1919 al 1936, nel 1939 e 1940, dal 1947 al 1949, dal 1951 al 1958 e dal 1962 al 1965, venivano conteggiati i punti ottenuti in determinate classiche nazionali tra cui, in alcune occasioni, la Coppa Bernocchi.
2. ↑  La gara fu inizialmente vinta dall'italiano Pierfranco Vianelli, che fu in seguito squalificato per doping.

### Bibliografiche
1. 1 2 3   Edizioni della Coppa Bernocchi, su sitodelciclismo.net. URL consultato il 1º settembre 2017.
2. ↑   Piccolo Stelvio, su ciclistiamo.it. URL consultato il 4 settembre 2017 (archiviato dall'url originale il 5 settembre 2017).
3. ↑   Storia di Libero Ferrario, su museociclismo.it. URL consultato il 25 agosto 2017 (archiviato dall'url originale il 4 marzo 2016).
4. 1 2 3  D'Ilario, p. 95.
5. 1 2 3 4 5  D'Ilario, p. 96.
6. ↑   I presidenti, su uslegnanese.it. URL consultato il 1º settembre 2017 (archiviato dall'url originale il 20 settembre 2015).
7. ↑  D'Ilario, pp. 96-97.
8. ↑   Pierino Cavalleri, un cuore che batte rossonero da oltre 60 anni, su uslegnanese.it. URL consultato il 27 luglio 2015 (archiviato dall'url originale il 30 gennaio 2016).
9. 1 2 3 4 5 6 7 8  D'Ilario, p. 97.
10. 1 2 3 4 5 6 7  D'Ilario, p. 98.
11. 1 2 3 4 5 6 7  D'Ilario, p. 99.
12. 1 2 3 4 5 6 7  D'Ilario, p. 100.
13. 1 2 3 4  D'Ilario, p. 102.
14. 1 2 3 4  D'Ilario, p. 103.
15. ↑  D'Ilario, p. 104.
16. 1 2 3 4 5 6  D'Ilario, p. 105.
17. ↑  (FR) Coppa Bernocchi (Ita) - Cat.1.1, su memoire-du-cyclisme.eu. URL consultato il 17 settembre 2015.
18. ↑   Coppa Bernocchi 2018: Sonny Colbrelli è dominante! Vittoria per distacco in volata, su oasport.it. URL consultato il 16 settembre 2019.
19. ↑   Coronavirus, calendario stravolto: l’elenco delle corse cancellate, su cyclingpro.net.